# Gyrotaenia
Gyrotaenia es un género botánico con 8 especies de plantas de flores perteneciente a la familia Urticaceae.

## Especies seleccionadas
- Gyrotaenia argentina
- Gyrotaenia cephalantha
- Gyrotaenia crassifolia
- Gyrotaenia microcarpa